# Пещерна хиена
Пещерната хиена (Crocuta crocuta spelaea) е изчезнал подвид Петниста хиена (Crocuta crocuta).
Преди около 500 хил. години този подвид е обитавал териториите от Пиренейския полуостров до североизточен Китай. На височина е достигал до около един метър, а теглото му е било около 80 – 110 kg.
Тези животни са били нощни хищници и са живели в пещери. В България кости от пещерна хиена са открити в пещерата Магура, намираща се близо до село Рабиша.